# Jamón cocido

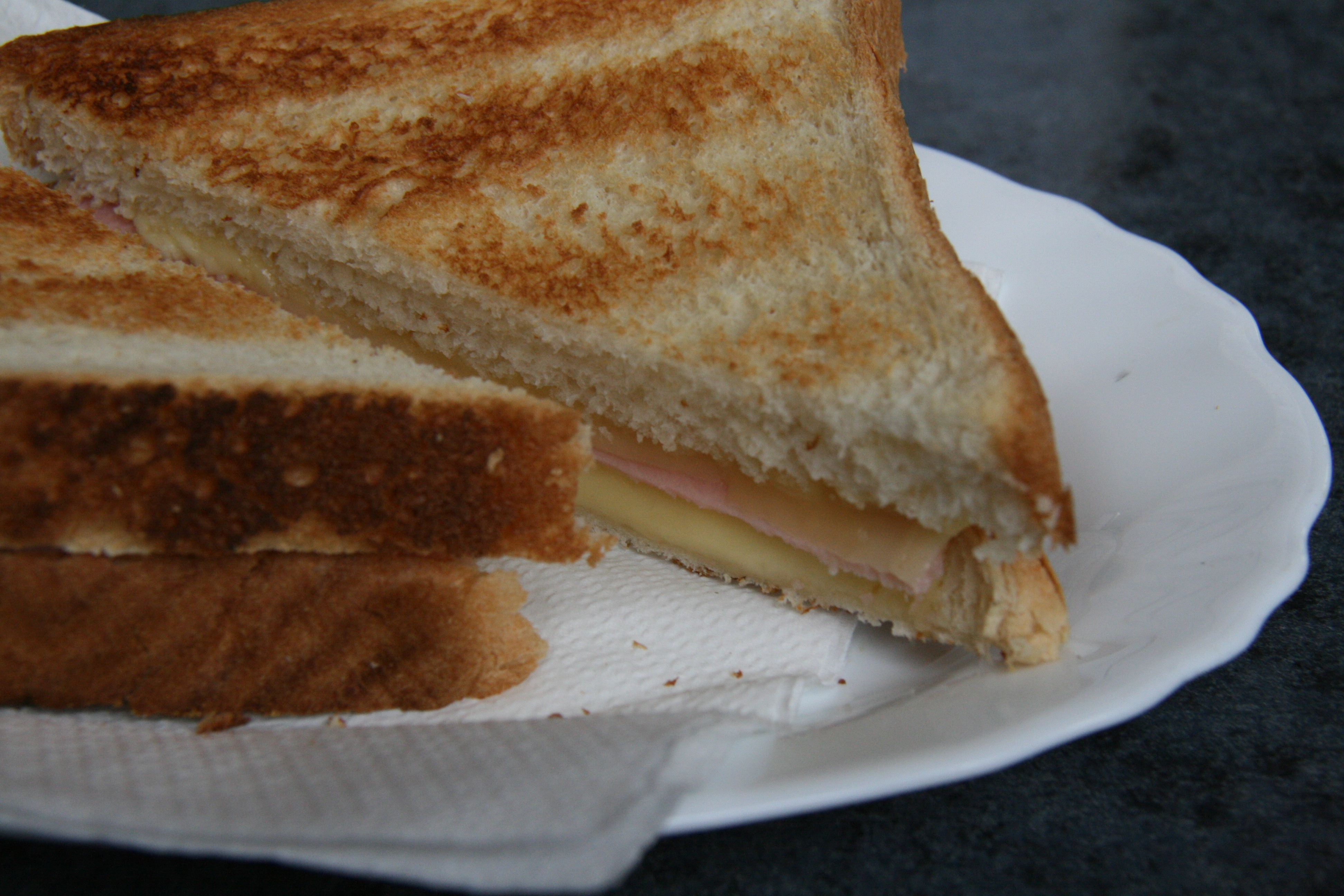
El sándwich mixto es un tipo de emparedado cuyos componentes habituales son el jamón cocido y el queso.

El jamón cocido, también conocido como jamón dulce, jamón de York o simplemente jamón York, es un fiambre derivado de la carne de cerdo que se obtiene de los miembros posteriores de este animal, sometidos a la cocción en agua salada, con o sin condimentos.
Presenta un alto contenido en proteínas de alto valor biológico y aproximadamente 100/110 kilocalorías por 100 gramos, cantidad recomendada en cualquier tipo de dieta, así como un bajo aporte de grasas —lo que lo hace un embutido magro— y minerales tales como el sodio, fósforo, hierro, el zinc, vitamina B3, B6 y B12. Su color rosado y un sabor más suave que el de otros jamones hace que en algunos lugares también sea denominado jamón dulce. Está formado por una única pieza o bloque, compuesto de carne picada de magro y grasa animal al que previamente se le inyecta una salmuera en gran cantidad a través de un proceso conocido como «inyección».
En muchos países se denomina simplemente «jamón» y suele acompañarse en varias recetas con queso. En República Dominicana se le conoce como jamoneta.

## Historia
El nombre del jamón de York proviene de la localidad de York, Inglaterra, cuyo estilo de curar el jamón se hizo popular. La forma que utilizaba en 1860 el carnicero Robert Burrow Atkinson en los sótanos del local ubicado en el Blossom Street para curar el jamón se hizo tan popular que, rápidamente, los visitantes exportaron el nombre y, en otras localidades británicas, solicitaban jamón curado al estilo de York. En esta localidad es frecuente que se sirva con una salsa de vino de Madeira. El jamón de York es mencionado por Auguste Escoffier en su libro Le Guide culinaire (Guía de Cocina, 1903). No obstante, la mayor parte del jamón cocido que se comercializa en países como, por ejemplo, España no está hecho según ese estilo, por lo que debería llamarse solo fiambre.

## Características
Suele elaborarse mediante diversos procedimientos. Uno de los más habituales es la inyección de una aguja hipodérmica, en diversos puntos del tejido, de una solución acuosa de sal. Puede salarse de forma tradicional mediante masaje manual, que en la actualidad se realiza mecánicamente en un tambor giratorio. El proceso de hidratación permite que la carne cobre un mayor volumen y se reduzca su contenido en grasas. Este producto suele tener un alto contenido en sodio que puede perjudicar a personas hipertensas, razón por la que existen variantes de jamón cocido con un menor contenido en sal (generalmente etiquetadas). 
Se comercializa a menudo envasado en latas metálicas, con una capa de gelatina natural recubriendo la capa exterior. Suele tener diversas utilidades culinarias, la más habitual es loncheado cuyo destino es la elaboración de bocadillos y sándwiches. Existe un buen número de recetas que lo emplean en asados, empanado y frito: San Jacobo o en ensaladas (cortados a taquitos). Existe una variante del mismo llamada jamón de York ahumado (también llamado simplemente jamón ahumado), el cual posee un sabor característico un poco más fuerte.